# Ostanine
Ostanine (ukr. Останіне, ros. Останино, Ostanino) – wieś na Ukrainie, w Autonomicznej Republice Krymu (de iure stanowiącej integralną część państwa ukraińskiego, w 2014 anektowanej przez Rosję i odtąd funkcjonującej jako Republika Krymu), w rejonie lenińskim. W 2021 liczyła 1152 mieszkańców.